# Sefapanosaurus
Sefapanosaurus là một chi khủng long, được Otero Krupandan Pol Chinsamy & Choiniere mô tả khoa học năm 2015.